# GM・54度V6エンジン
GM・54度V6エンジンは、ヨーロッパのゼネラルモーターズのオペル部門が設計した、バンク角が54度と中途半端な角度のコンパクトなV型6気筒エンジンである。鉄製ブロック、アルミニウム・シリンダーヘッドでDOHC4バルブエンジンである。全ての54度エンジンはイングランドのEllesmere Portで生産される。
このエンジンはアメリカのモデルにも同様に使用される。このエンジンは3.0LのL81と3.2LのLA3の間で大幅に変更されたが、ボアピッチとデッキの高さは同一に保たれた。

## L81
L81は縦置きではオペル・オメガ、キャデラック・カテラ、横置きにはサターン・Lシリーズ、サーブ9000に使用された。ボアとストロークは86mm×85mm、排気量2962cc、圧縮比10:1で最高出力は210馬力(155kW)、トルク270Nmである。
サーブ9-5(X30)のターボバージョンは200馬力(149kW)/5000rpm、310Nm/2500-4000rpmを発生する。
搭載車種
- 1994年：オペル・オメガ
- 1996年：キャデラック・カテラ
- 2000年：サターン・Lシリーズ
- サーブ9-5
- サーブ9000

## 2.5
サーブは2.5Lバージョンをサーブ900、サーブ9000に1994年から使用し、オペルは多くの異なったモデルに使用した。最高出力は170馬力である。サーブはサーブ・ダイレクト・イグニッションという特別なバージョンを造り出した。
搭載車種
- オペル・ベクトラA
- オペル・ベクトラB
- オペル・カリブラ
- オペル・オメガB
- サーブ900 NG

## LA3
3.2LのLA3はキャデラック・CTSとオペル・オメガBのための完全な再設計モデルである。鉄製のブロックとアルミニウムのDOHCヘッド、可変機構のないバルブと可変吸気機構を持っている。ボアは87.5mm、ストロークは88mmである。この3175ccのエンジンは220馬力(164.1kW)、296Nmを発生する。生産は2001年7月から始まった。しかし、このエンジンは2004年から新しいGM・ハイフィーチャー・エンジンに置き換えられた。
搭載車種
- 2003年-2004年：キャデラックCTS
- オペル・オメガB
- オペル・ベクトラC
- オペル・シグナム